# Feigères (Haute-Savoie)
Feigères ist eine französische Gemeinde im Département Haute-Savoie in der Region Auvergne-Rhône-Alpes.

## Geographie
Feigères liegt auf 560 m, etwa zehn Kilometer südsüdwestlich der Stadt Genf (Luftlinie). Das Dorf erstreckt sich leicht erhöht am südlichen Rand des Genfer Beckens, im Genevois, am Nordfuß des Mont Sion und nordwestlich des Salève, nahe der Grenze zur Schweiz.
Die Fläche des 7,66 km² großen Gemeindegebiets umfasst einen Abschnitt des Genevois. Das Gemeindeareal wird im Osten vom Tal des Nant de Feigères und im Westen von demjenigen des Nant d’Ogny eingegrenzt. Beide Bachläufe vereinigen sich am nördlichsten Punkt und werden durch die Aire zur Arve entwässert. Zwischen den jeweiligen Talniederungen erstreckt sich das Plateau von Feigères, das leicht gegen Norden geneigt ist (im Mittel 2 %). Nach Süden reicht der Gemeindeboden bis an den Fuß des Mont Sion und in das Quellgebiet der Laire. Hier wird mit 680 m die höchste Erhebung von Feigères erreicht.
Zu Feigères gehören neben dem ursprünglichen Dorf auch die Weilersiedlungen Grossaz (525 m) am Nant d’Ogny sowie Malchamp (586 m) und Lagnellu (610 m) am Nordfuß des Mont Sion. Nachbargemeinden von Feigères sind Saint-Julien-en-Genevois im Norden, Neydens und Beaumont im Osten, Présilly im Süden sowie Viry im Westen.

## Geschichte
Das Gemeindegebiet von Feigères war bereits zur Römerzeit besiedelt. Der Ortsname entwickelte sich im Mittelalter von Felgeriac und Felgeriacum über Faygères zu Feygères. Er geht auf das lateinische Wort filix (Farnkraut) zurück. Feigères gehörte bis 1401 den Grafen von Genf; danach kam es an Savoyen und teilte dessen Schicksal. Eine Gebietsveränderung wurde 1924 vollzogen, als der Weiler Cervonnex von Feigères abgespaltet und Saint-Julien-en-Genevois zugeteilt wurde.

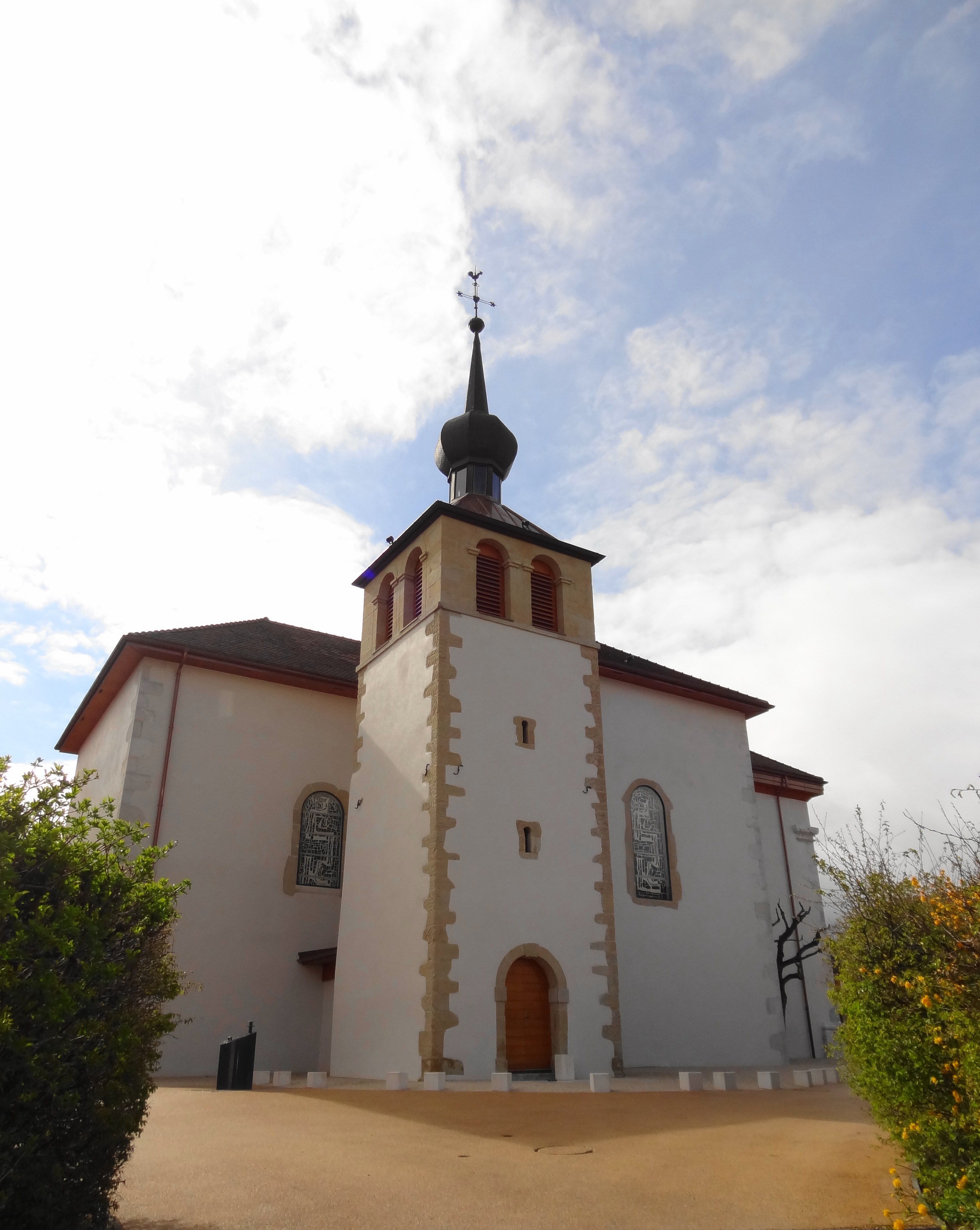
Kirche von Feigères

## Sehenswürdigkeiten
Die Dorfkirche von Feigères wurde im 19. Jahrhundert errichtet. Im alten Ortskern sind noch einige charakteristische Bauernhäuser erhalten.

## Bevölkerungsentwicklung
| Jahr                       | 1962 | 1968 | 1975 | 1982 | 1990 | 1999 | 2006 |
| Einwohner                  | 398  | 471  | 638  | 855  | 962  | 1232 | 1358 |
| Quellen: Cassini und INSEE |      |      |      |      |      |      |      |

Mit 1842 Einwohnern (Stand 1. Januar 2022) gehört Feigères zu den kleineren Gemeinden des Département Haute-Savoie. Seit den 1960er Jahren wurde ein kontinuierliches starkes Bevölkerungswachstum verzeichnet. Außerhalb des alten Ortskerns entstanden zahlreiche Einfamilienhäuser.

## Wirtschaft und Infrastruktur
Feigères war bis weit ins 20. Jahrhundert hinein ein vorwiegend durch die Landwirtschaft geprägtes Dorf. Heute gibt es verschiedene Betriebe des Klein- und Mittelgewerbes. Zahlreiche Erwerbstätige sind auch Wegpendler, die in den größeren Ortschaften der Umgebung, vor allem im Raum Genf-Annemasse, ihrer Arbeit nachgehen.
Die Ortschaft ist verkehrsmäßig gut erschlossen. Sie liegt an einer Verbindungsstraße, die von Saint-Julien-en-Genevois nach Andilly auf dem Mont Sion führt. Weitere Straßenverbindungen bestehen mit Viry und Beaumont. Am Rand des Gemeindegebiets verlaufen im Norden die Autobahn A40 und im Osten die A41. Der nächste, gemeinsame Anschluss an die beiden Autobahnen befindet sich in einer Entfernung von rund 4 km.